# Калужский музей изобразительных искусств
Калужский музей изобразительных искусств — художественный музей в Калуге. Основан в 1918 году. Главное здание музея является объектом культурного наследия народов России федерального значения и охраняется государством.

## История
В основу коллекции музея легли произведения из частного собрания уроженца Калуги, врача Никанора Ивановича Васильева (1832—1917). Музей открыт 12 июня 1918 года в его доме (нынешний адрес: улица Дзержинского, 81).
В 1924 года художественный музей наряду с остальными калужскими музеями был преобразован в отдел так называемого Калужского объединённого музея.
В 1921—1935 годах заведующим музея был Всеволод Николаевич Левандовский (1884—1935), талантливый художник, выпускник Императорской Академии художеств. Спасённые им художественные ценности из усадеб Калужской губернии обогатили собрания областных краеведческого и художественного музеев. В 1926 году при его участии при музее был организован филиал Ассоциации художников революционной России (АХРР), устраивались регулярные выставки калужских художников, работала изостудия.
В 1937—1960 годах музей возглавлял М. М. Днепровский, первый в истории музея искусствовед.
В 1939 году художественный отдел был вновь преобразован в Калужский городской художественный музей и передан в систему Комитета по делам искусств.
Во время Великой Отечественной войны при оккупации Калуги коллекции музея были подготовлены к отправке в Германию. Значительное количество произведений было утрачено, однако полностью вывезти коллекции не успели. Сотруднику музея Н. М. Маслову удалось спрятать ящики с произведениями искусства, сохранив таким образом часть коллекции. Некоторые предметы были обнаружены и возвращены в музей в новейшее время.
Осенью 1944 года музей вновь открылся для посетителей. Фонды начали пополняться новыми экспонатами. С 1944 года музей носил название «Калужский областной художественный музей».
В 1969 году музею было передано главное здание городской усадьбы Билибиных-Чистоклетовых, памятник архитектуры начала XIX века, отнесённый к объектам культурного наследия федерального значения. В настоящее время музей занимает почти весь комплекс городской усадьбы.
С 1989 по 1997 год в здании музея проводилась реставрация. 26 июня 1997 года музей открыл для посетителей обновлённую экспозицию.
17 июля 2014 года, при слиянии с областной картинной галереей «Образ», музей получил нынешнее название.

## Коллекция
В основу собрания легли предметы из коллекции Н. И. Васильева, завещанные им городу в 1905 году: 77 картин, 11 скульптурных работ и 3 предмета из фарфора. Уже через год после открытия музея, в 1919 году, количество экспонатов увеличилось в несколько раз за счёт художественных ценностей, вывезенных из усадеб Тарусского, Мещовского, Козельского уездов Калужской губернии. Наиболее значительной по качественному и количественному составу была коллекция князей Горчаковых из имения Барятино Тарусского уезда («Мадонна со щеглёнком» неизвестного итальянского художника конца XV — начала XVI веков, «Овечки» Б. П. Оммеганка, «Фрукты» А. ван Бейерена, уникальное собрание гравюр и рисунков). Из имения Деляновых Железники поступили фамильные портреты кисти И. Б. Лампи и серия пастельных портретов К. В. Барду, из имения Степановское (Павлищев Бор) происходит замечательное собрание произведений Н. А. Ярошенко (в их числе известная картина «Курсистка», спровоцировавшая скандал на XI Передвижной выставке), пейзаж «Облачный день» Николая Эллерта.
Дальнейшее расширение коллекции осуществлялось посредством передачи предметов из Эрмитажа, Третьяковской галереи, Государственного музейного фонда, от частных лиц. В собрание вошли произведения, переданные через Министерства культуры СССР и РСФСР, а также закупки на областных и персональных выставках.
В настоящее время музей хранит более 10 000 произведений живописи, графики, скульптуры и декоративно-прикладного искусства, из которых более 200 представлены в постоянной экспозиции.

## Филиалы
- Музей стекла Алексея Зеля, Калуга, улица Ленина, 116.
- Тарусская картинная галерея (г. Таруса, ул. Ленина, 1а)
- Ульяновская картинная галерея (п. Ульяново, ул. Лапшова, 8)
- Хвастовичская картинная галерея (с. Хвастовичи, ул. Ленина, д. 28)
- Мосальская картинная галерея (г. Мосальск, ул. Советская, д. 14)
- Информационно-образовательный и выставочный центр (г. Калуга, ул. Ленина, д. 103)